# Thysanopoda astylata
Thysanopoda astylata är en kräftdjursart som beskrevs av Brinton 1975. Thysanopoda astylata ingår i släktet Thysanopoda och familjen lysräkor. Inga underarter finns listade i Catalogue of Life.